# Dara Vukić
Dara Vukić je hrvatska kazališna, televizijska i filmska glumica.

## Filmografija

### Televizijske uloge
- "Novine" kao Jadranka Antić (2016.)
- "Bitange i princeze" kao baba (2008.)
- "Novo doba" kao opatica (2002.)
- "Velo misto" kao Dujina majka Luce (1980.)
- "Čovik i po" kao Margarita (1974.)
- "Prosjaci i sinovi" kao Lucija (1972.)

### Filmske uloge
- "Nas dva" (kratki film) kao nona (2015.)
- "Vlog" kao Krešina majka (2014.)
- "Glazbena kutija" kao baka (2013.)
- "Ni ljubav nije kao što je bila" (kratki film) kao teta (2013.)
- "Priča o Mari iz Velog Varoša" (kratki film) kao gospođa Ane (2013.)
- "Svećenikova djeca" kao Jurina majka Lucija (2013.)
- "Onda vidim Tanju" (kratki film) kao starija gospođa na invalidskim kolicima (2010.)
- "9:06" kao Marjanova majka (2009.)
- "Iza stakla" kao Nikolina majka (2008.)
- "Kino Lika" kao baka (2008.)
- "Što je muškarac bez brkova?" kao baba s planine (2005.)
- "Ta divna splitska noć" kao starica (2004.)
- "Gospa" kao žena (1994.)
- "Buža" (1988.)
- "Od petka do petka" (1985.)
- "Zadarski memento" kao Matijina majka (1984.)
- "Đovani" kao Pjerova supruga Marija (1976.)
- "Palma među palmama" kao službenica na šalteru (1967.)
- "Prometej s otoka Viševice" kao tajnica (1964.)

## Vanjske poveznice
- Dara Vukić u internetskoj bazi filmova IMDb-u (engl.)
- Stranica na KAMO.hr  Arhivirana inačica izvorne stranice od 4. ožujka 2016. (Wayback Machine)